# Мови Північної Македонії
Мови Північної Македонії мають різний офіційний статус.

## Державна мова
Державною і найпоширенішою мовою Північної Македонії є македонська мова, рідна як для македонців, так і для субетносів, зокрема торбешів. Македонською мовою в побуті говорять 1,300,000 жителів країни.

## Мови етнічних меншин
Конституція Македонії дозволяє вільне вживання мов етнічних меншин. Охридські угоди 2001 року значно розширили статус албанської мови, в тому числі в середній і вищій освіті.
Основні мови народів Македонії:
| Мова                       | Чисельність мовців                   |
| -------------------------- | ------------------------------------ |
| Албанська                  | 507.989                              |
| Турецька                   | 71.757                               |
| Сербська і боснійська мови | 24.773 (сербська) 8.560 (боснійська) |
| Ромська                    | 38.528                               |
| Арумунська                 | 6.884                                |

### Статус
Мови меншин вважаються офіційними в ряді міст і адміністративних одиниць (громад).
| Мова       | Громади                     |
| ---------- | --------------------------- |
| Албанська  | Тетово, Брвеница, Врапчиште |
| Турецька   | Центар-Жупа, Пласніця       |
| Сербська   | Чучер-Сандево               |
| Ромська    | Шуто-Оризари                |
| Арумунська | Крушево                     |

## Іноземні мови
Багато жителів республіки говорять іноземними мовами. Старше покоління, яке жило в Югославії, використовує сербську мову. Молодь знає англійську мову. Також певна кількість школярів і студентів вивчають французьку, німецьку, італійську та російську мови.